# Acacio de Bizancio
Acacio de Bizancio fue un mártir y santo de la Iglesia católica, considerado uno de los 14 Santos auxiliadores y un santo militar. Fue un centurión griego capadocio del ejército imperial, martirizado hacia el año 304. En Constantinopla existió una iglesia asociada a Acacio y que posiblemente recibió su nombre: la Iglesia de San Acacio.

## Historia
Acacio fue arrestado, acusado de ser cristiano, por el tribuno Firmo en Perinto, Tracia, torturado y luego llevado a Bizancio, donde fue asesinado por decapitación, siendo hecho mártir por no renunciar a su fe cristiana.
La fecha de su martirio es tradicionalmente el 8 de mayo, cuando se celebra su fiesta.

## Veneración
Sus reliquias fueron trasladadas ca. 630 a un manantial en Squillace, cerca del Vivarium, el monasterio fundado en el siglo anterior por Casiodoro en el sur de Italia. Era conocido en Squillace como San Agario.  Una reliquia de su brazo fue llevada a Guardavalle en 1584 por el obispo de Squillace, Marcello Sirleto, de ahí que Acacio sea patrono de esta ciudad. Las reliquias de Squillace también fueron llevadas a Cuenca y Ávila en España, donde se le conoce como San Acato.
San Acacio también es venerado en Eslovenia, donde se le dedican numerosas iglesias y capillas; esta veneración popular se remonta al siglo XVI, cuando se le consideraba el patrón de los combatientes contra los turcos otomanos. Por la misma razón se hizo popular entre los maniotas, habitantes de la península de Mani en Grecia, que adoptaron su enfrentamiento a las autoridades romanas paganas como símbolo de su propia resistencia duradera al dominio del Imperio Otomano.
San Acacio es uno de los Catorce Santos Auxiliadores o Santos Auxiliares.